# Le Paravent mauresque
Le Paravent mauresque est un tableau du peintre français Henri Matisse réalisé en 1921. Cette huile sur toile représente un intérieur décoré dans lequel deux jeunes femmes (Marguerite Duthuit Faure et Henriette Darricarrère) se tiennent entre une tapisserie qui évoque un paravent oriental et un guéridon où sont posés des livres et un vase de fleurs. Celle qui est debout a une raquette en main et un étui d'instrument à cordes est ouvert au fond de la pièce, ce qui indique que le temps est aux loisirs. Léguée par Lisa Norris Elkins, l'œuvre est conservée depuis 1950 au Philadelphia Museum of Art, à Philadelphie, aux États-Unis.